# Rajawetan (Pancalang)
Rajawetan is een bestuurslaag in het regentschap Kuningan van de provincie West-Java, Indonesië. Rajawetan telt 588 inwoners (volkstelling 2010).